# Salah Mejri
Salah Al-Mejri (ur. 15 czerwca 1986 w Dżundubie) – tunezyjski koszykarz, reprezentant kraju, olimpijczyk, występujący na pozycji środkowego, obecnie zawodnik Beijing Royal Fighters.
7 lutego 2019 został zwolniony przez Dallas Mavericks. 3 dni później podpisał z zespołem nową umowę, tym razem do końca sezonu.
10 października 2019 podpisał kolejną w karierze umowę z Realem Madryt.
5 września 2020 został zawodnikiem chińskiego Beijing Royal Fighters.

## Osiągnięcia
Stan na 17 września 2020, na podstawie, o ile nie zaznaczono inaczej.

### Drużynowe
- Mistrz:
  - Euroligi (2015)
  - Hiszpanii (2015)
  - Tunezji (2007, 2009)
- Wicemistrz:
  - Euroligi (2014)
  - Hiszpanii (2014)
  - Tunezji (2010)
- Zdobywca:
  - pucharu:
    - Krajów Arabskich (2009)
    - Hiszpanii (2014, 2015, 2020)

  - Superpucharu Hiszpanii (2013, 2014, 2019)
- Finalista Pucharu Belgii (2011)

### Indywidualne
- Laureat nagrody – Wschodzącej Gwiazdy ACB (2013)
- MVP 26. kolejki ACB (2012/13)
- Uczestnik meczu gwiazd ligi tunezyjskiej (2010)
- Lider:
  - w blokach:
    - ACB (2013)
    - ligi belgijskiej (2011, 2012)

  - Ligi Endesa w skutecznosci rzutów z gry (2014)

### Reprezentacja
Drużynowe
- Mistrz Afryki (2011)
- Brązowy medalista:
  - mistrzostw Afryki (2009, 2015)
  - igrzysk śródziemnomorskich (2013)
- Uczestnik:
  - mistrzostw świata (2010 – 24. miejsce, 2019 – 20. miejsce[9])
  - igrzysk olimpijskich (2012 – 11. miejsce)
  - Afrobasketu (2009, 2011, 2013 – 9. miejsce, 2015)

Indywidualne
- MVP mistrzostw Afryki (2011)
- Zaliczony do I składu mistrzostw Afryki (2011)
- Lider w blokach:
  - mistrzostwa świata (2019)[10]
  - igrzysk olimpijskich (2012)